# Malaltia de Ménière
La malaltia de Ménière o síndrome de Ménière o vertigen de Ménière és un trastorn de l'orella interna que es caracteritza per episodis de sensació que el món està girant (vertigen), brunzit a les orelles (tinnitus), pèrdua d'audició (hipoacúsia), i sensació de plenitud en l'orella. En general només s'afecta una orella, almenys al principi. No obstant això, amb el temps es poden afectar les dues orelles. Els episodis generalment duren entre 20 minuts a unes poques hores. El temps entre els episodis varia. La hipoacúsia i el tinnitus poden arribar a ser persistents.
La causa de la malaltia de Ménière no és clara, però probablement hi ha implicats tant factors genètics com ambientals. Hi ha diferents teories per explicar-ne la causa constriccions en els vasos sanguinis, infeccions virals i reaccions autoimmunes. Al voltant del 10% dels casos es donen en famílies. Els símptomes es creu que es produeixen com a resultat d'una major acumulació de líquid en el laberint de l'orella interna. El diagnòstic es basa en els símptomes i amb freqüència una prova d'audició. Altres trastorns que poden produir símptomes similars inclouen la migranya vestibular i l'accident isquèmic transitori.
No existeix una cura. Els atacs sovint són tractats amb medicaments que ajudin amb les nàusees i l'ansietat. Les mesures per prevenir els atacs no tenen prou grau d'evidència. S'ha aconsellat dieta baixa en sal, diürètics i glucocorticoides. La fisioteràpia pot ajudar amb l'equilibri i l'assessorament pot ajudar amb l'ansietat. Quan fallen les mesures anteriors pot considerar-se les injeccions a l'orella o la cirurgia, però estan associats amb riscos.
La malaltia de Ménière es va identificar per primera vegada en la dècada de 1800 per Prosper Ménière. Afecta entre el 0,3 i el 1,9 per cada 1.000 persones. Amb major freqüència comença entre els 40 i 60 anys. És més freqüent en dones que en homes. Després de 5-15 anys les crisis, generalment, s'aturen i la persona es queda amb lleu pèrdua de l'equilibri, moderadament mala audició en l'orella afectada, i el tinnitus.